# 長濱市
長濱市（日语：／ Nagahama shi */?）是位於日本滋賀縣北部的城市，西側臨琵琶湖，東部為伊吹山地，北部為野坂山地。如果僅算陸地面積，長濱市為縣內面積最大的行政區劃；但若將琵琶湖上的水域面積也算入，則次於高島市為縣內第二，人口數則僅次於大津市和草津市，為縣內人口第三多的城市。
南部的主要市區過去曾是豐臣秀吉所建的長濱城城下町，姊川之戰、小谷城之戰、賤岳之戰等多場戰國時代著名的戰役發生於此，因此當地擁有豐富的歷史遺跡，觀光業也成為市內的主要產業。

## 歷史

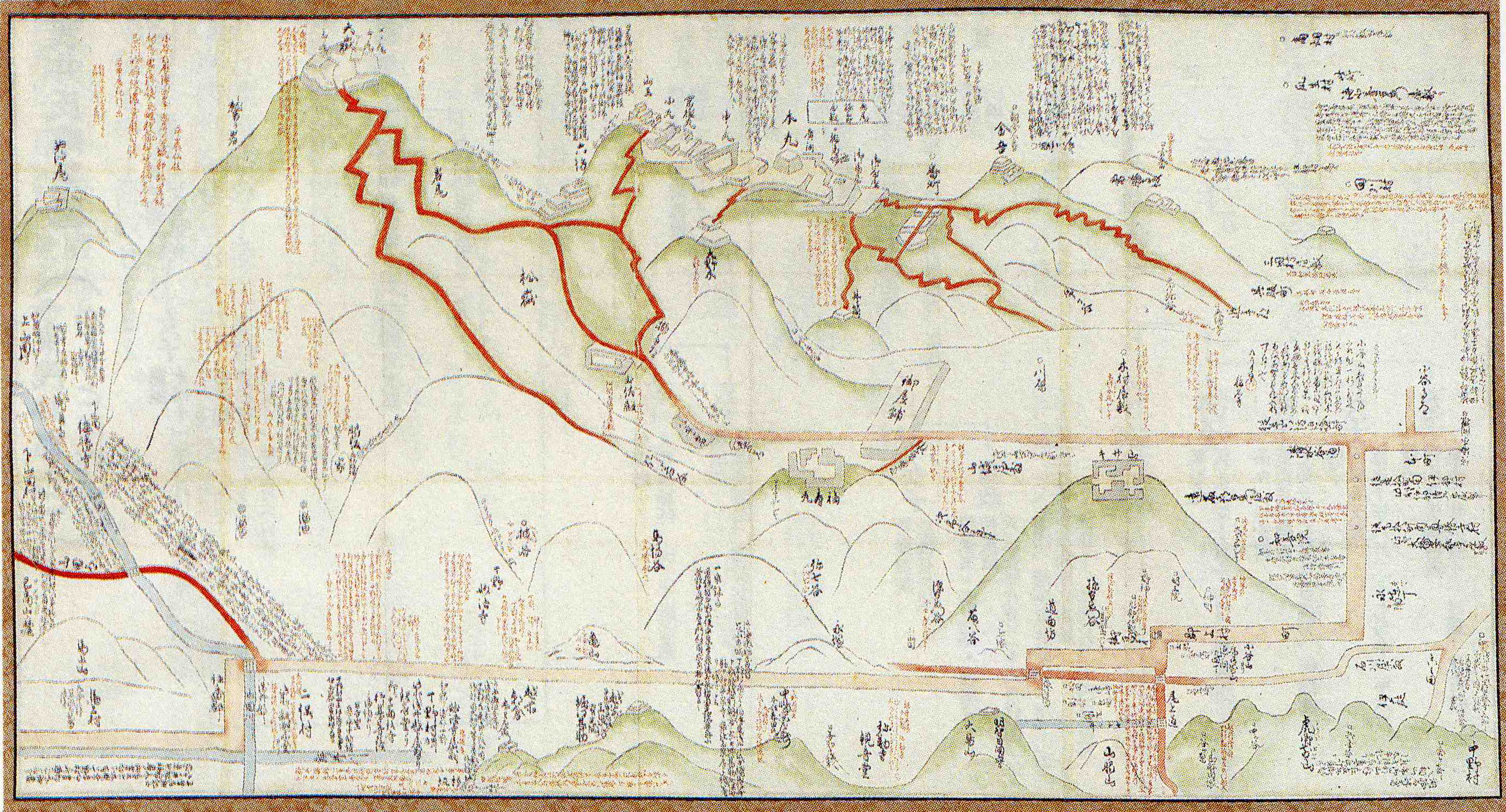
小谷城遺跡繪圖

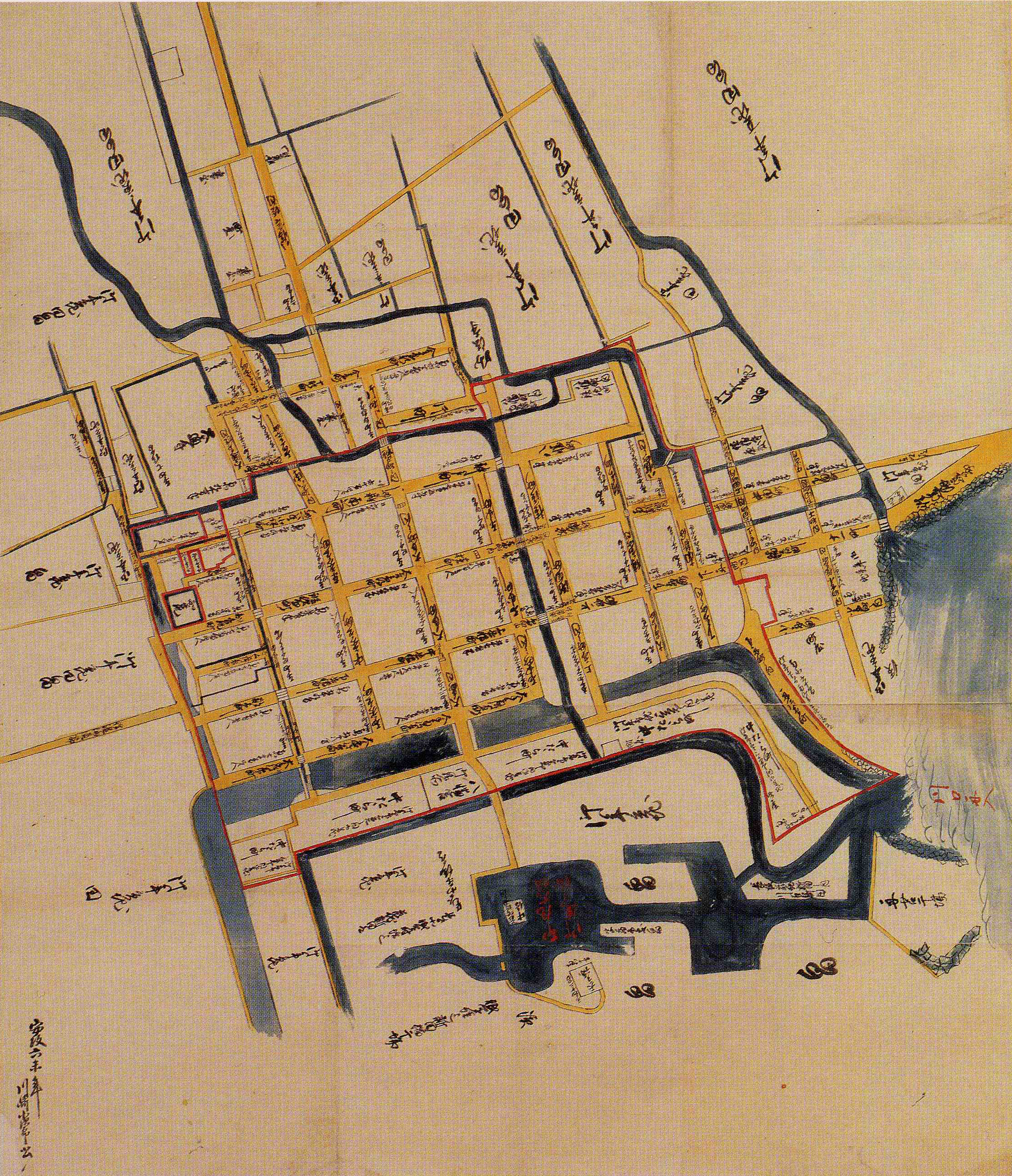
1696年的長濱町繪圖

過去在令制國時代屬於近江國，南部的主要市區區域屬於坂田郡，中北部的其餘區域則分屬淺井郡和伊香郡；南部區域在11世紀後成為京極氏掌控北近江的據點，直到15世紀後被其發跡於北部區域的家臣淺井氏取代。但淺井氏在與織田信長對立後，在此地先後發生的姊川之戰、小谷城之戰中敗退，最終因而滅亡；此後織田信長將此地交給羽柴秀吉，羽柴秀吉便在鄰琵琶湖的今濱建立「今濱城」，後又改名為長濱城，長濱城此後成為羽柴秀吉的居城。直到織田信長死後，長濱城轉交給柴田勝家，但羽柴秀吉與柴田勝家之間為爭奪權力，又在此發生了賤岳之戰，在此獲勝的羽柴秀吉藉此最終統一了全日本。
長濱城後來曾先後屬於山內一豐、內藤信成、內藤信正，在江戶時代初期，曾一度在此設立長濱藩，但在1615年內藤信正被移封至攝津國後，長濱城即遭到廢除。
在江戶時代末期，現在的長濱市轄區大部分都屬於彥根藩的領地，此外也有少部分區域屬於郡山藩、近江宮川藩、山形藩、水口藩、紀州藩、丸龜藩、山上藩、淀藩、三河吉田藩、膳所藩、飯野藩，其中也有幕府直屬領和旗本領，而此地的幕府直屬領及旗本領則是由位於滋賀郡大津的大津奉行負責管理。
19世紀末明治維新後，原先的幕府直屬領及旗本領先後改隸屬大津裁判所及大津縣，山形藩因加入奧羽越列藩同盟與新政府對抗，戰後於1870年被改封至此，在此設立朝日山藩；不過在1871年實施廢藩置縣後，原屬各藩的區域改隸彥根縣、郡山縣、宮川縣、水口縣、山上縣、淀縣、膳所縣、朝日山縣、豐橋縣；不過在僅四個月之後的府縣整併中，全數區域都被併入長濱縣。最初長濱縣縣廳雖然設在犬上郡的彥根，但由於當時規畫將會把縣廳遷至此地，因而一開始就採用本地的地名將縣名命名為「長濱」，但在縣廳遷移至此後，又決定將再把縣廳遷回犬上郡彥根，因而之後不但縣廳又自長濱遷離，縣名也被更名為犬上縣。不過最終在1872年底，犬上縣又與當時負責近江國南部區域的滋賀縣合併，合併後的新縣由於縣廳設於滋賀郡的大津，因而新縣名繼續此用滋賀縣。
1889年日本實施町村制，在長濱地區設立了長濱町，而現在的長濱市轄區在當時還包括了其他分屬於坂田郡、東淺井郡、伊香郡、西淺井郡下多達31個行政區劃；位於南部的長濱町先在1943年與周邊的神照村、六莊村、南鄉里村、北鄉里村、西黑田村、神田村合併為長濱市，而其他位於中北部的行政區劃在經歷了1950年代的昭和大合併後，被整併為淺井町、琵琶町、虎姬町、湖北町、木之本町、余吳町、西淺井町、高月町共八個行政區劃。
2000年代日本政府啟動平成大合併，因此長濱市在2006年與淺井町、琵琶町合併為新設立的長濱市；2010年再一口氣將北部的虎姬町、湖北町、木之本町、余吳町、西淺井町、高月町六個行政區劃併入，組成現在的長濱市。

### 變遷表
| 1889年4月1日        | 1889年 - 1912年            | 1912年 - 1944年             | 1912年 - 1944年             | 1945年 - 1954年             | 1945年 - 1954年              | 1955年 - 1989年              | 1955年 - 1989年              | 1989年 - 現在              | 現在                     |
| ------------------- | -------------------------- | --------------------------- | --------------------------- | --------------------------- | ---------------------------- | ---------------------------- | ---------------------------- | -------------------------- | ------------------------ |
| 1897年4月1日 鹽津村 | 1897年4月1日 鹽津村        | 1897年4月1日 鹽津村         | 1897年4月1日 鹽津村         | 1897年4月1日 鹽津村         | 1897年4月1日 鹽津村          | 1955年4月1日 合併為西淺井村  | 1971年4月1日 改制為西淺井町  | 2010年1月1日 併入長濱市    | 長濱市                   |
| 1897年4月1日 永原村 |                            |                             |                             |                             |                              | 1955年4月1日 合併為西淺井村  | 1971年4月1日 改制為西淺井町  | 2010年1月1日 併入長濱市    | 長濱市                   |
| 余吳村              | 余吳村                     | 余吳村                      | 余吳村                      | 余吳村                      | 1954年12月15日 合併為余吳村  | 1954年12月15日 合併為余吳村  | 1971年4月1日 改制為余吳町    | 2010年1月1日 併入長濱市    | 長濱市                   |
| 丹生村              |                            |                             |                             |                             | 1954年12月15日 合併為余吳村  | 1954年12月15日 合併為余吳村  | 1971年4月1日 改制為余吳町    | 2010年1月1日 併入長濱市    | 長濱市                   |
| 片岡村              |                            |                             |                             |                             | 1954年12月15日 合併為余吳村  | 1954年12月15日 合併為余吳村  | 1971年4月1日 改制為余吳町    | 2010年1月1日 併入長濱市    | 長濱市                   |
| 杉野村              | 杉野村                     | 杉野村                      | 杉野村                      | 杉野村                      | 1954年12月1日 合併為木之本町 | 1954年12月1日 合併為木之本町 | 1954年12月1日 合併為木之本町 | 2010年1月1日 併入長濱市    | 長濱市                   |
| 高時村              |                            |                             |                             |                             | 1954年12月1日 合併為木之本町 | 1954年12月1日 合併為木之本町 | 1954年12月1日 合併為木之本町 | 2010年1月1日 併入長濱市    | 長濱市                   |
| 木之本村            | 木之本村                   | 1918年2月1日 改制為木之本町 | 1943年6月1日 合併為木之本町 | 木之本町                    | 1954年12月1日 合併為木之本町 | 1954年12月1日 合併為木之本町 | 1954年12月1日 合併為木之本町 | 2010年1月1日 併入長濱市    | 長濱市                   |
| 伊香具村            | 伊香具村                   | 伊香具村                    | 1943年6月1日 合併為木之本町 | 1948年5月10日 分設伊香具村  | 1954年12月1日 合併為木之本町 | 1954年12月1日 合併為木之本町 | 1954年12月1日 合併為木之本町 | 2010年1月1日 併入長濱市    | 長濱市                   |
| 北富永村            | 北富永村                   | 北富永村                    | 北富永村                    | 北富永村                    | 1954年12月1日 合併為高月町   | 1954年12月1日 合併為高月町   | 高月町                       | 2010年1月1日 併入長濱市    | 長濱市                   |
| 南富永村            |                            |                             |                             |                             | 1954年12月1日 合併為高月町   | 1954年12月1日 合併為高月町   | 高月町                       | 2010年1月1日 併入長濱市    | 長濱市                   |
| 古保利村            |                            |                             |                             |                             | 1954年12月1日 合併為高月町   | 1954年12月1日 合併為高月町   | 高月町                       | 2010年1月1日 併入長濱市    | 長濱市                   |
| 七鄉村              | 七鄉村                     | 七鄉村                      | 七鄉村                      | 七鄉村                      | 七鄉村                       | 1955年3月31日 併入高月町     | 高月町                       | 2010年1月1日 併入長濱市    | 長濱市                   |
| 小谷村              | 小谷村                     | 小谷村                      | 小谷村                      | 小谷村                      | 小谷村                       | 1955年1月1日 合併為湖北町    | 1956年9月30日 合併為湖北町   | 2010年1月1日 併入長濱市    | 長濱市                   |
| 速水村              |                            |                             |                             |                             |                              | 1955年1月1日 合併為湖北町    | 1956年9月30日 合併為湖北町   | 2010年1月1日 併入長濱市    | 長濱市                   |
| 朝日村              |                            |                             |                             |                             |                              |                              | 1956年9月30日 合併為湖北町   | 2010年1月1日 併入長濱市    | 長濱市                   |
| 虎姬村              | 虎姬村                     | 虎姬村                      | 1940年12月10日 改制為虎姬町 | 1940年12月10日 改制為虎姬町 | 1940年12月10日 改制為虎姬町  | 1940年12月10日 改制為虎姬町  | 1940年12月10日 改制為虎姬町  | 2010年1月1日 併入長濱市    | 長濱市                   |
| 上草野村            | 上草野村                   | 上草野村                    | 上草野村                    | 上草野村                    | 上草野村                     | 1956年5月3日 併入淺井町      | 淺井町                       | 2006年2月13日 合併為長濱市 | 長濱市                   |
| 下草野村            | 下草野村                   | 下草野村                    | 下草野村                    | 下草野村                    | 1954年10月1日 合併為淺井町   | 1954年10月1日 合併為淺井町   | 淺井町                       | 2006年2月13日 合併為長濱市 | 長濱市                   |
| 七尾村              |                            |                             |                             |                             | 1954年10月1日 合併為淺井町   | 1954年10月1日 合併為淺井町   | 淺井町                       | 2006年2月13日 合併為長濱市 | 長濱市                   |
| 湯田村              |                            |                             |                             |                             | 1954年10月1日 合併為淺井町   | 1954年10月1日 合併為淺井町   | 淺井町                       | 2006年2月13日 合併為長濱市 | 長濱市                   |
| 田根村              |                            |                             |                             |                             | 1954年10月1日 合併為淺井町   | 1954年10月1日 合併為淺井町   | 淺井町                       | 2006年2月13日 合併為長濱市 | 長濱市                   |
| 竹生村              | 竹生村                     | 竹生村                      | 竹生村                      | 竹生村                      | 竹生村                       | 1956年9月25日 合併為琵琶村   | 1971年4月1日 改制為琵琶町    | 2006年2月13日 合併為長濱市 | 長濱市                   |
| 南福村              | 1890年3月15日 更名為大鄉村 | 1890年3月15日 更名為大鄉村  | 1890年3月15日 更名為大鄉村  | 1890年3月15日 更名為大鄉村  | 1890年3月15日 更名為大鄉村   | 1956年9月25日 合併為琵琶村   | 1971年4月1日 改制為琵琶町    | 2006年2月13日 合併為長濱市 | 長濱市                   |
| 西黑田村            | 西黑田村                   | 西黑田村                    | 1943年4月1日 合併為長濱市   | 1943年4月1日 合併為長濱市   | 1943年4月1日 合併為長濱市    | 1943年4月1日 合併為長濱市    | 1943年4月1日 合併為長濱市    | 2006年2月13日 合併為長濱市 | 長濱市                   |
| 六莊村              |                            |                             | 1943年4月1日 合併為長濱市   | 1943年4月1日 合併為長濱市   | 1943年4月1日 合併為長濱市    | 1943年4月1日 合併為長濱市    | 1943年4月1日 合併為長濱市    | 2006年2月13日 合併為長濱市 | 長濱市                   |
| 南鄉里村            |                            |                             | 1943年4月1日 合併為長濱市   | 1943年4月1日 合併為長濱市   | 1943年4月1日 合併為長濱市    | 1943年4月1日 合併為長濱市    | 1943年4月1日 合併為長濱市    | 2006年2月13日 合併為長濱市 | 長濱市                   |
| 北鄉里村            |                            |                             | 1943年4月1日 合併為長濱市   | 1943年4月1日 合併為長濱市   | 1943年4月1日 合併為長濱市    | 1943年4月1日 合併為長濱市    | 1943年4月1日 合併為長濱市    | 2006年2月13日 合併為長濱市 | 長濱市                   |
| 神照村              |                            |                             | 1943年4月1日 合併為長濱市   | 1943年4月1日 合併為長濱市   | 1943年4月1日 合併為長濱市    | 1943年4月1日 合併為長濱市    | 1943年4月1日 合併為長濱市    | 2006年2月13日 合併為長濱市 | 長濱市                   |
| 長濱町              |                            |                             | 1943年4月1日 合併為長濱市   | 1943年4月1日 合併為長濱市   | 1943年4月1日 合併為長濱市    | 1943年4月1日 合併為長濱市    | 1943年4月1日 合併為長濱市    | 2006年2月13日 合併為長濱市 | 長濱市                   |
| 法性寺村            | 1897年3月1日 設立神田村    | 1897年3月1日 設立神田村     | 1943年4月1日 合併為長濱市   | 1943年4月1日 合併為長濱市   | 1943年4月1日 合併為長濱市    | 1943年4月1日 合併為長濱市    | 1943年4月1日 合併為長濱市    | 2006年2月13日 合併為長濱市 | 長濱市                   |
| 法性寺村            | 法性寺村                   | 法性寺村                    | 1942年4月1日 合併為坂田村   | 1942年4月1日 合併為坂田村   | 1942年4月1日 合併為坂田村    | 1955年4月1日 合併為近江町    | 1955年4月1日 合併為近江町    | 2005年10月1日 併入米原市   | 2005年10月1日 併入米原市 |

## 氣候
由於長濱市接近日本海，在日本的氣候畫分上屬於日本海側氣候，在北部山區被劃入依據豪雪地帶對策特別錯置法所劃設的豪雪地帶，屬於舊余吳町的山區則是劃為特別豪雪地帶。

## 行政
在眾議院議員總選舉中，長濱市與彥根市、米原市、犬上郡、愛知郡及東近江市的舊愛東町地區和舊湖東町地區，一同被劃為滋賀縣第2區。

### 歷任市長
| 屆                   | 姓名                 | 上任日期             | 卸任日期             | 備註                                   |
| 第一代長濱市（官派） | 第一代長濱市（官派） | 第一代長濱市（官派） | 第一代長濱市（官派） | 第一代長濱市（官派）                   |
| -------------------- | -------------------- | -------------------- | -------------------- | -------------------------------------- |
| 1                    | 前川鬼子男           | 1943年8月1日         | 1946年11月12日       |                                        |
| 第一代長濱市（民選） |                      |                      |                      |                                        |
| 2                    | 加田桂三             | 1947年4月5日         | 1951年4月4日         |                                        |
| 3                    | 寺本太十郎           | 1951年4月26日        | 1955年4月25日        |                                        |
| 4                    | 岡野清               | 1955年5月1日         | 1955年12月7日        |                                        |
| 5                    | 金澤薰               | 1956年1月20日        | 1960年1月19日        |                                        |
| 6                    | 金澤薰               | 1960年1月20日        | 1964年1月19日        |                                        |
| 7                    | 金澤薰               | 1964年1月20日        | 1967年10月1日        |                                        |
| 8                    | 片山喜三郎           | 1967年11月12日       | 1971年11月11日       |                                        |
| 9                    | 片山喜三郎           | 1971年11月12日       | 1975年11月11日       |                                        |
| 10                   | 片山喜三郎           | 1975年11月12日       | 1979年11月11日       |                                        |
| 11                   | 片山喜三郎           | 1979年11月12日       | 1983年11月11日       |                                        |
| 12                   | 松宮資男             | 1983年11月12日       | 1987年11月11日       |                                        |
| 13                   | 松宮資男             | 1987年11月12日       | 1991年11月11日       |                                        |
| 14                   | 川島信也             | 1991年11月12日       | 1995年11月11日       |                                        |
| 15                   | 清水久行             | 1995年11月12日       | 1999年11月11日       |                                        |
| 16                   | 川島信也             | 1999年11月12日       | 2003年11月11日       |                                        |
| 17                   | 宮腰健               | 2003年11月12日       | 2006年2月12日        | 因合併為新設立的長濱市，而提前結束任期 |
| 第二代長濱市         |                      |                      |                      |                                        |
| 1                    | 川島信也             | 2006年3月6日         | 2010年3月5日         | 前長濱市市長                           |
| 2                    | 藤井勇治             | 2010年3月6日         | 2014年3月5日         |                                        |
| 3                    | 藤井勇治             | 2014年3月6日         | 2018年3月5日         |                                        |
| 4                    | 藤井勇治             | 2018年3月6日         | 2022年3月5日         |                                        |
| 5                    | 浅見宣義             | 2022年3月6日         | 現任                 |                                        |

## 交通

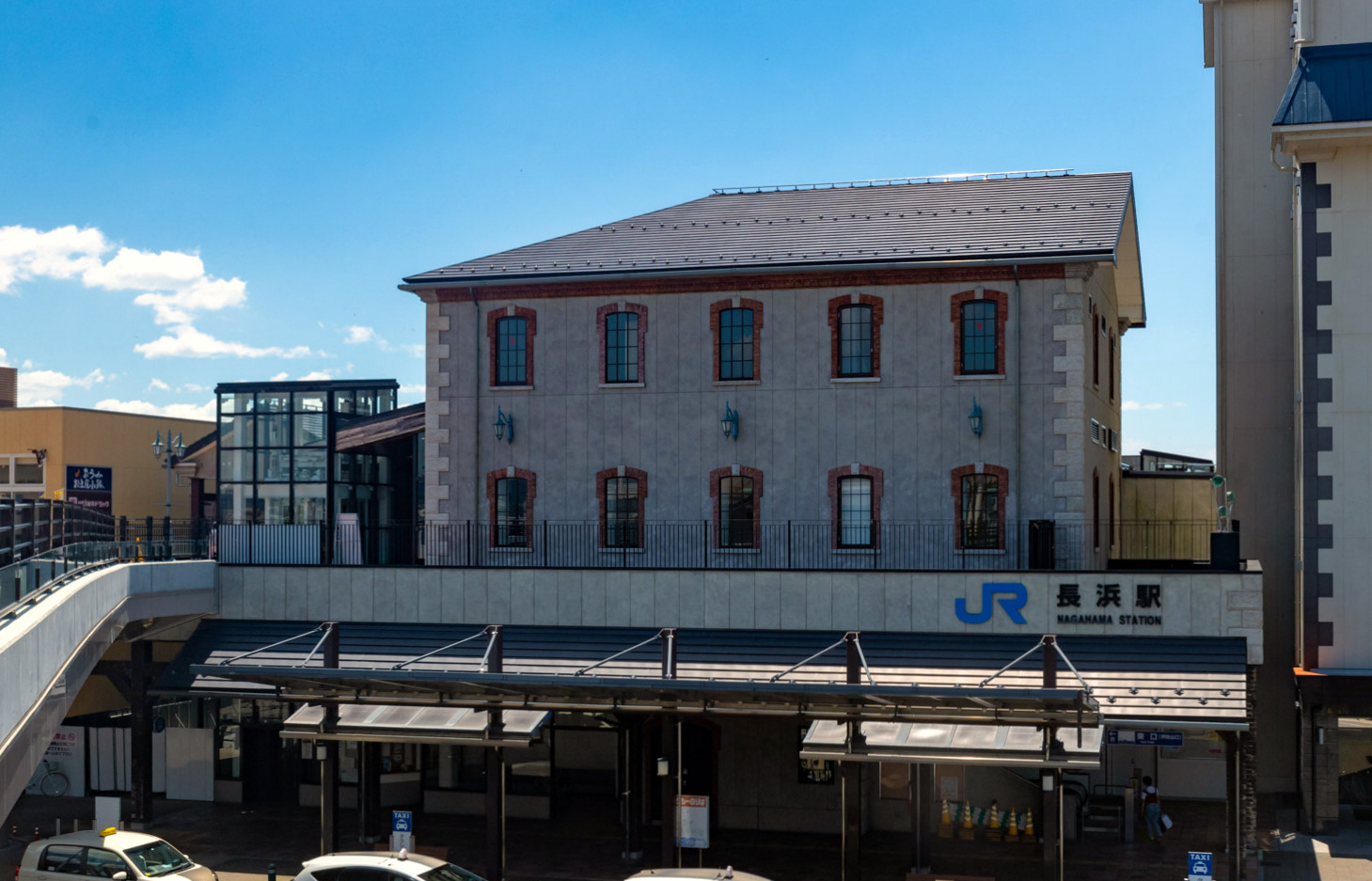
長濱車站伊吹口站舍

西日本旅客鐵道北陸本線（琵琶湖線）以南北向通過轄內主要市區，同時湖西線也自西北部高島市進入轄內，在北部的西淺井町地區與北陸本線會合，往北可繼續駛入福井縣及石川縣的金澤市。長濱車站為市區內的主要車站，自此往南前往東海道新幹線的米原車站僅需十分鐘，因此經由新幹線可在一小時內抵達名古屋及大阪。
高速公路北陸自動車道也在南側的米原市內從名神高速公路分出，經市內主要市區東側通過後，繼續往北接入福井縣及石川縣；市內區域則有國道8號、國道303號及國道365號可串起市內主要區域。
市內的客運路線主要由湖國巴士所經營。位於市區西側琵琶湖岸邊的長濱港有琵琶湖的觀光遊覽船琵琶湖汽船經營往返竹生島及大津市大津港、高島市今津港的定期航班。

### 鐵道
- 西日本旅客鐵道
  - 北陸本線（琵琶湖線）：（米原市） - 田村車站 - 長濱車站 - 虎姬車站 - 河毛車站 - 高月車站 - 木之本車站 - 余吳車站 - 近江鹽津車站 - （敦賀市）
  - 湖西線：（←高島市） - 永原車站 - 近江鹽津車站

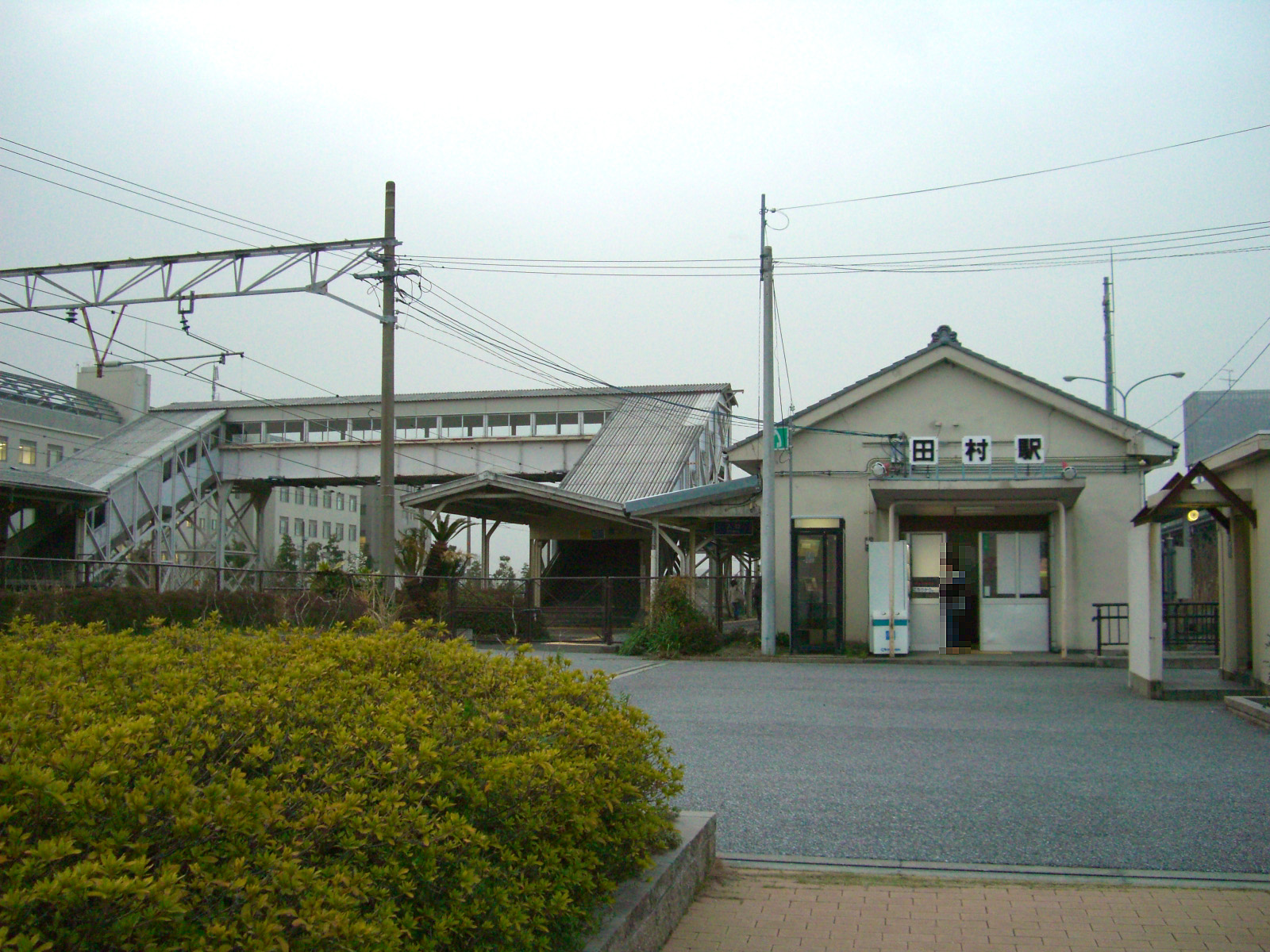
田村車站
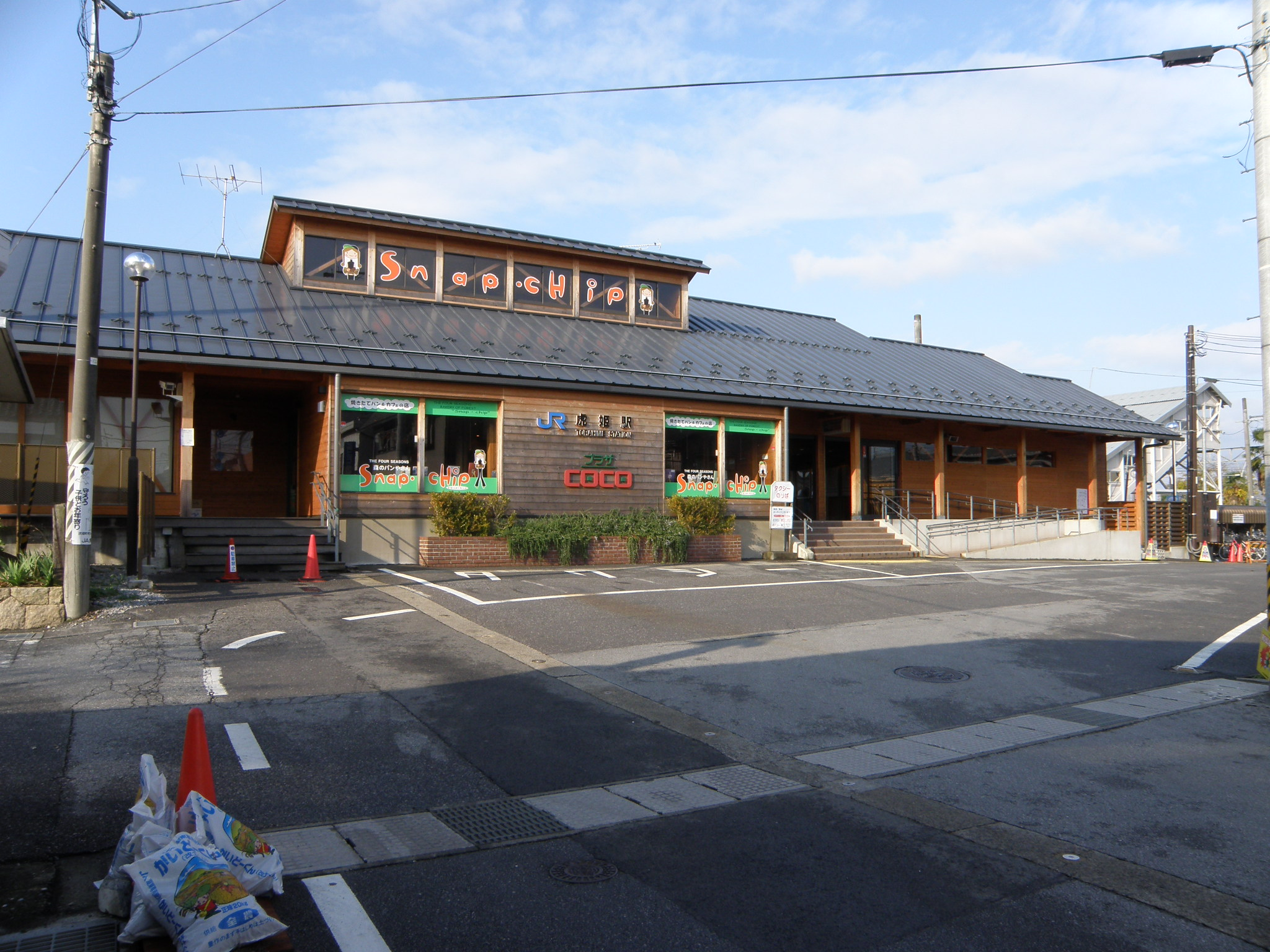
虎姬車站
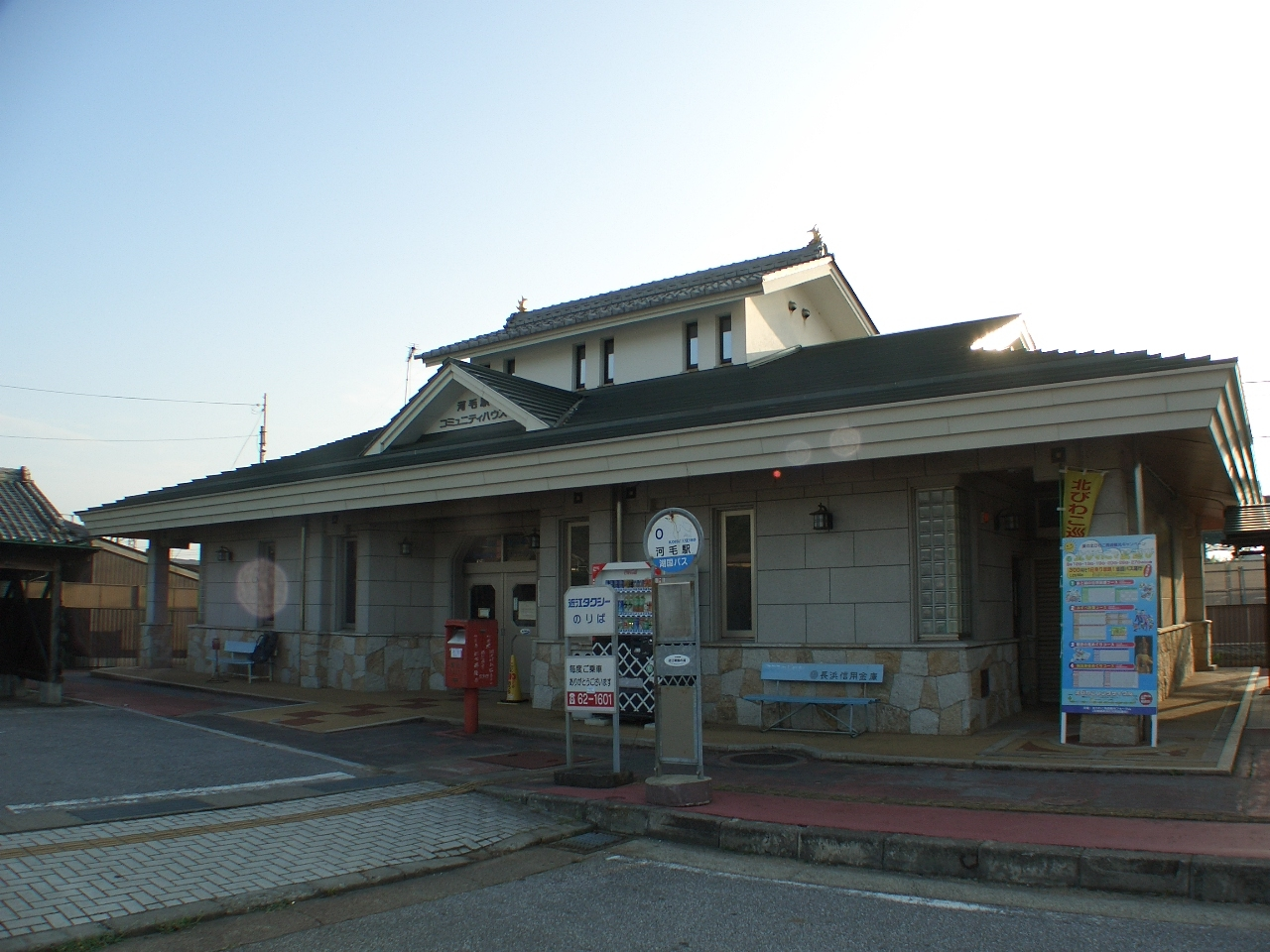
河毛車站
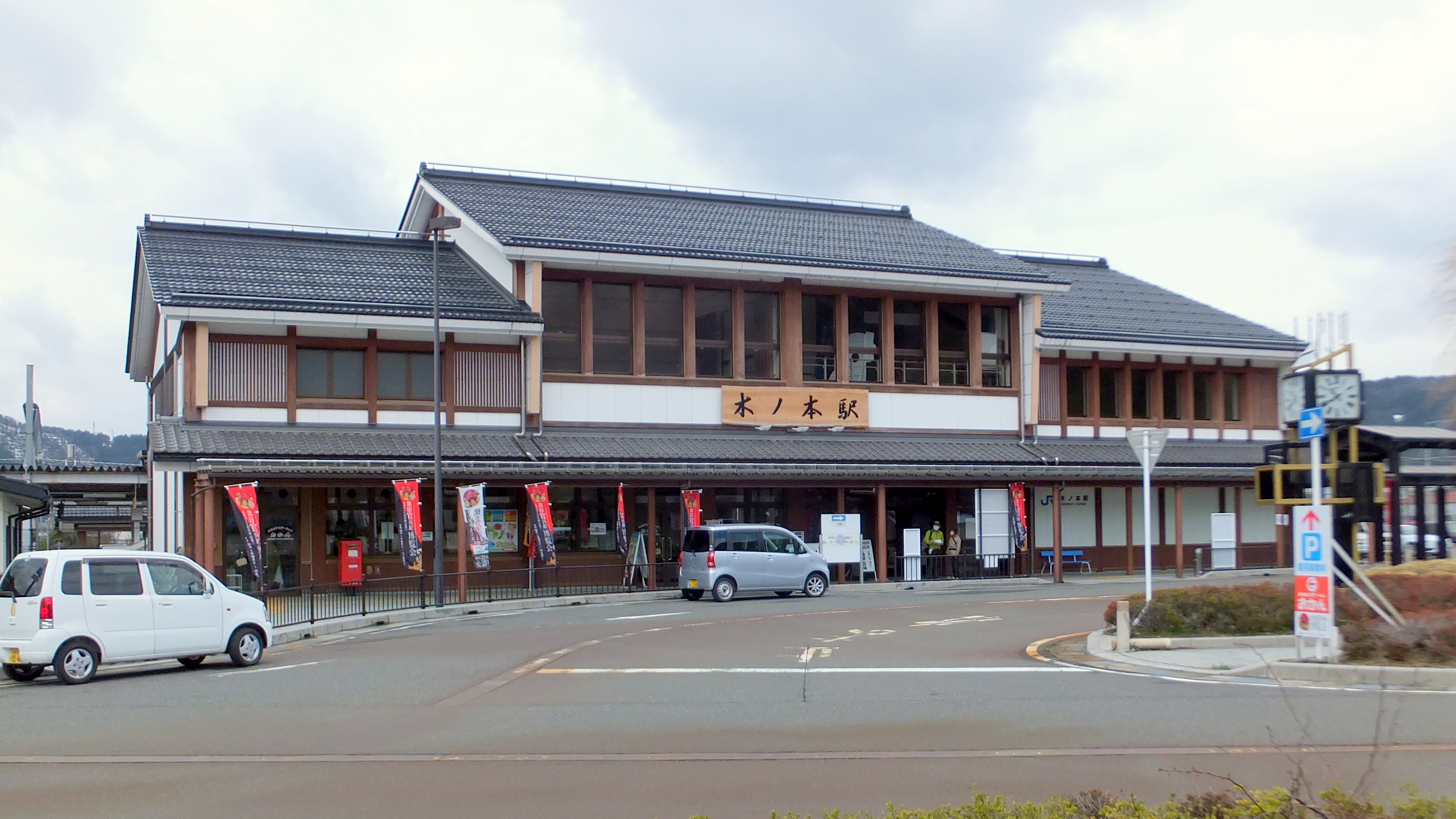
木之本車站
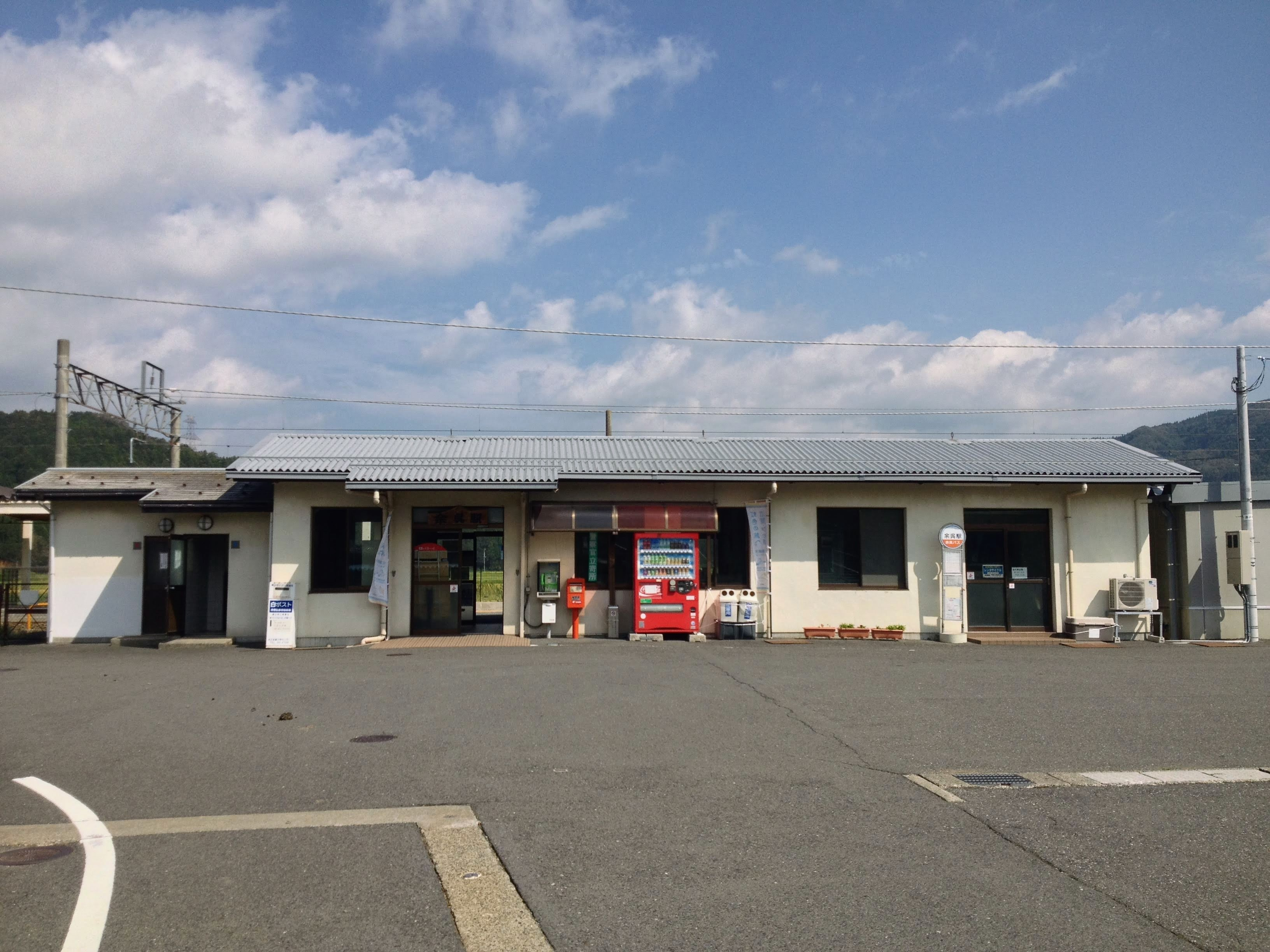
余吳車站
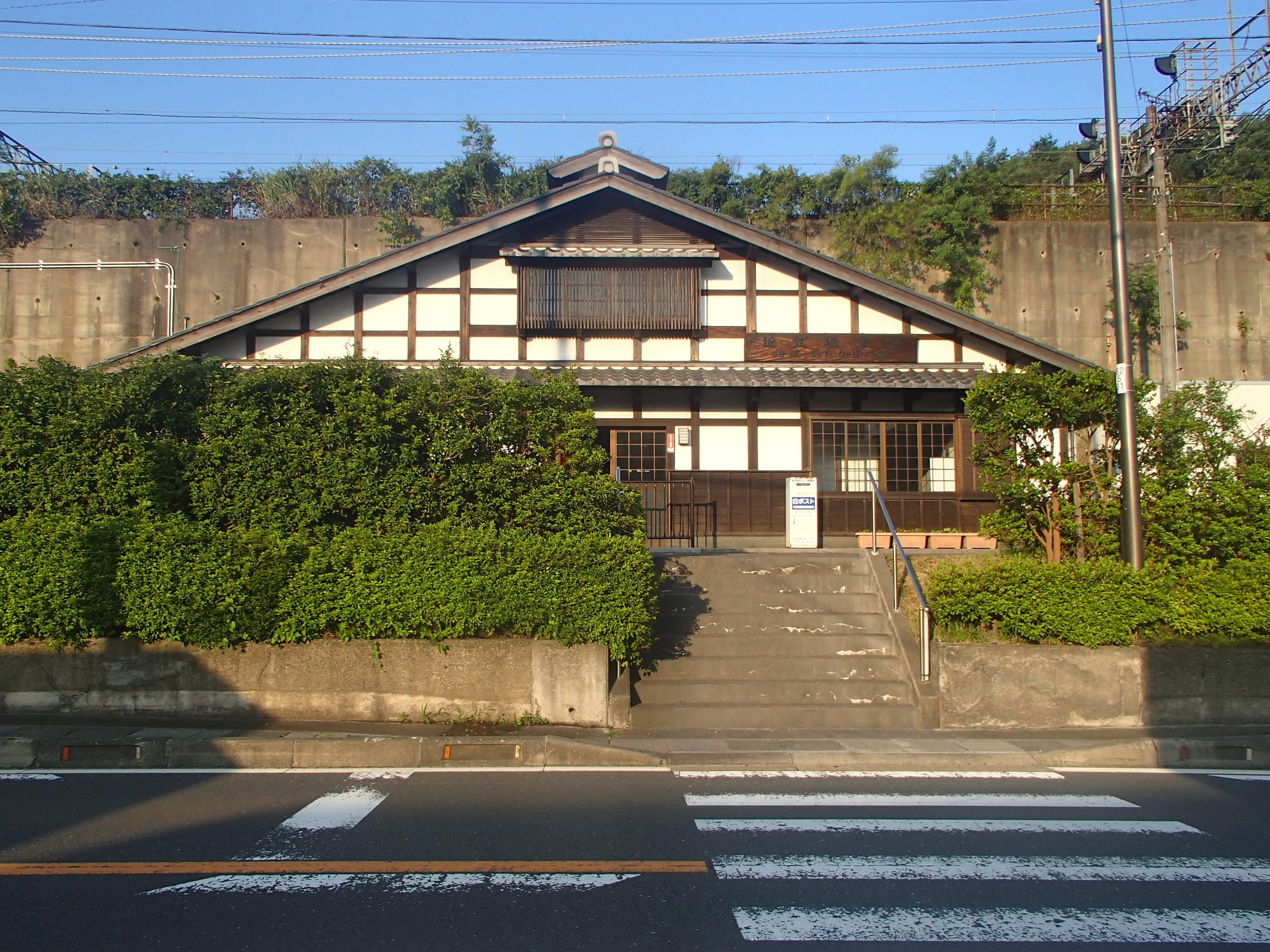
近江鹽津車站

### 道路
高速道路
- 北陸自動車道：（米原市）- 神田休息區（日语：神田パーキングエリア） - 長濱交流道（日语：長浜インターチェンジ） - 小谷城智慧交流道（日语：小谷城スマートインターチェンジ） - 木之本交流道 - 賤岳服務區 - （敦賀市）

## 觀光
過去由豐臣秀吉所建的長濱城雖然已在17世紀初遭到拆除，不過在1983年已經為了發展觀光，以鋼筋混凝土重建了新的天守，內部也作為歷史博物館使用，周邊區域則規畫為豐公園；而位於一旁舊市區中的黑壁廣場為以黑灰泥外觀的和風建築群「黑壁1號館」至「黑壁30號館」的總稱，過去在1900年第百三十國立銀行開設長濱支店時，由於建築的黑色外觀而得到了「黑壁銀行」的別稱，因而自1980年代起，此區域的被規劃為黑壁廣場，目前也是市區中的主要觀光景點。
位於琵琶湖中的竹生島為長濱市的轄區範圍，該島在過去被認為是神所居住的地方，並成為信仰的中心，島上的都久夫須麻神社和寶嚴寺都已有超過千年的歷史，目前全島為針葉樹木所覆蓋，已也以「深綠 竹生島的沈影」成為琵琶湖八景之一，全島已被劃入琵琶湖國定公園的特別保護地區，可在長濱港利用琵琶湖汽船的觀光遊覽船登上竹生島。
每年四月由長濱八幡宮舉行的長濱曳山祭則是與京都市的祇園祭、岐阜縣高山市的高山祭被並稱為日本三大山車祭，根據傳說長濱曳山祭也是源自豐臣秀吉統治長濱的時代。

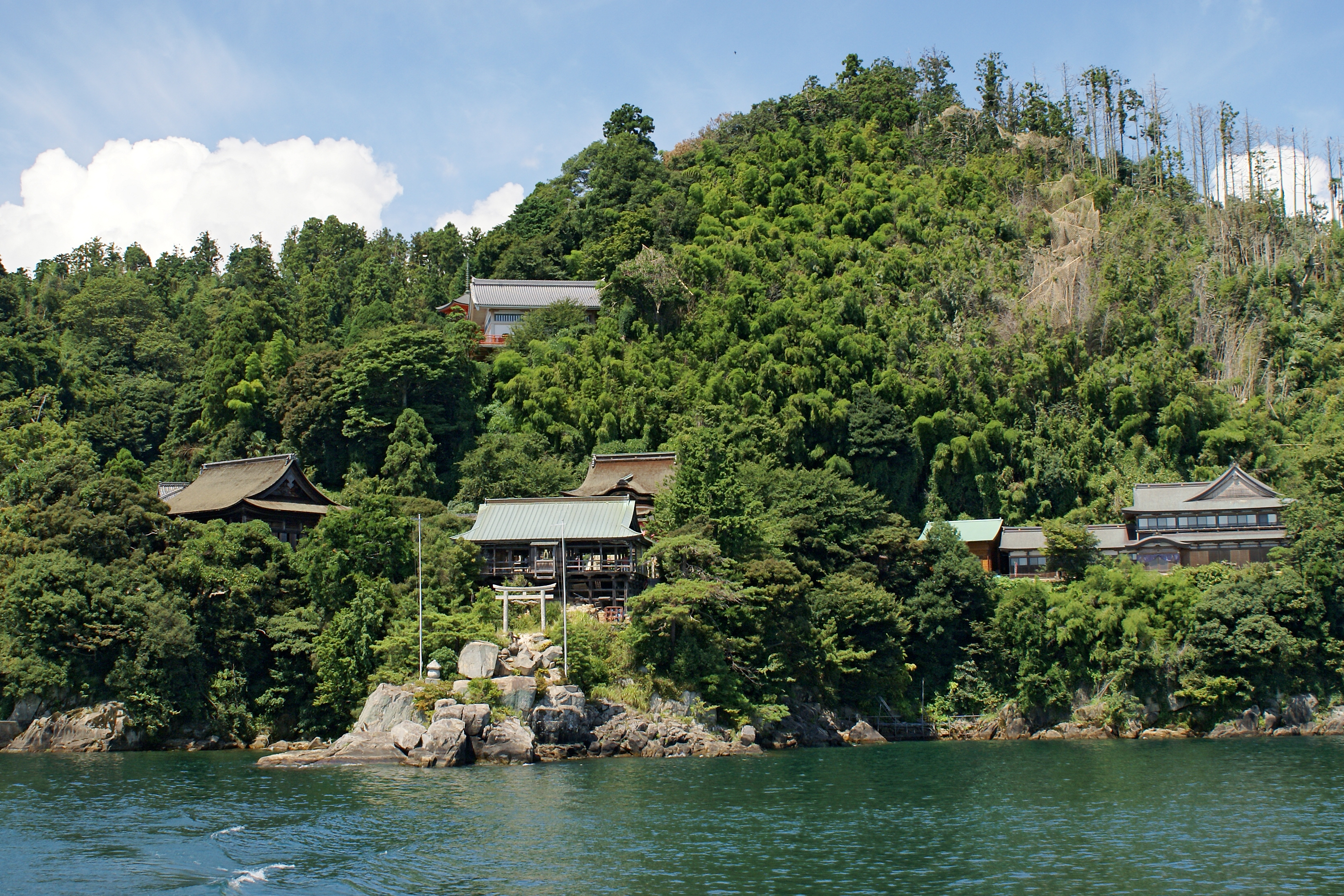
竹生島的寶嚴寺和都久夫須麻神社
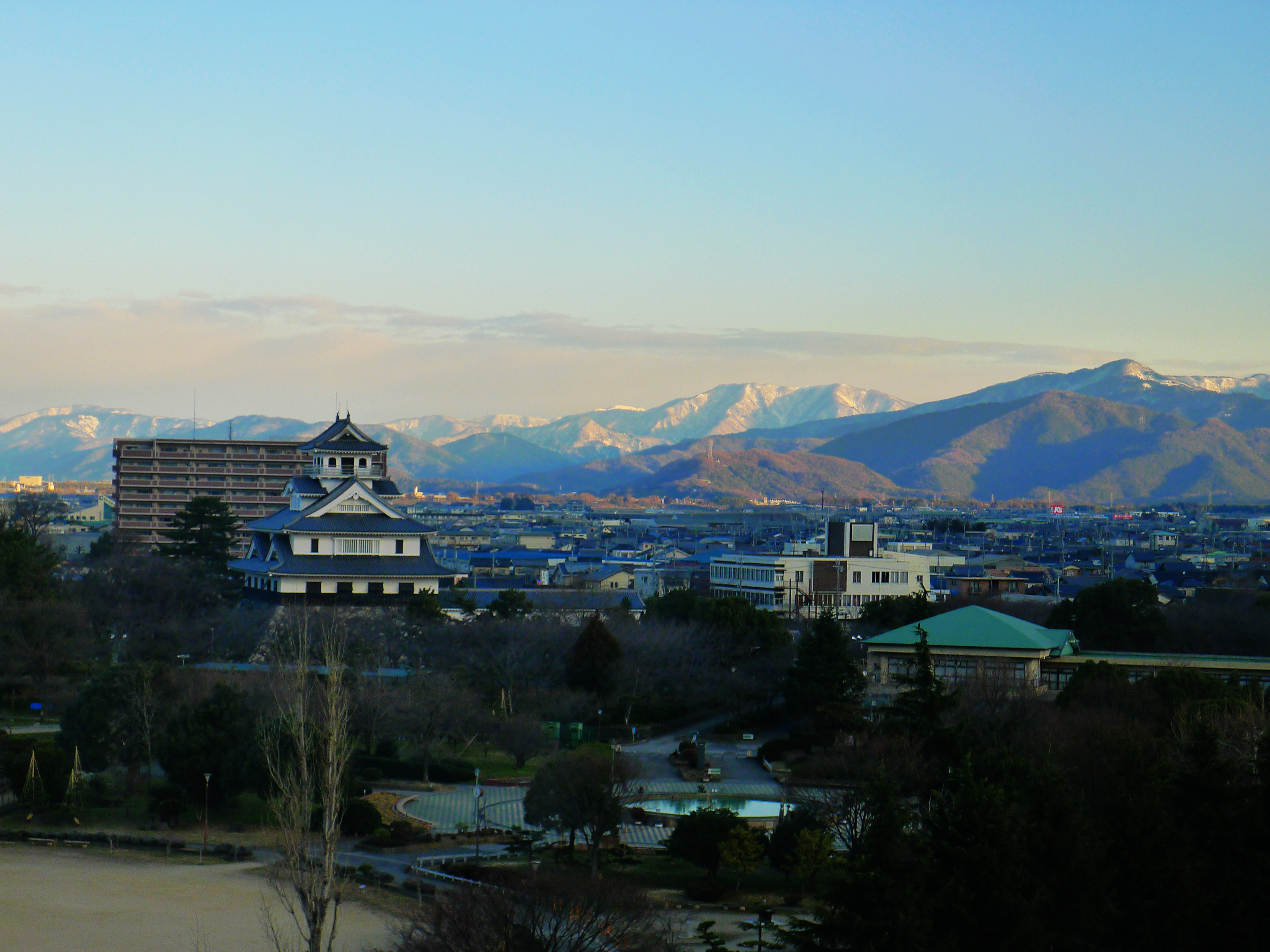
远眺长滨城天守阁
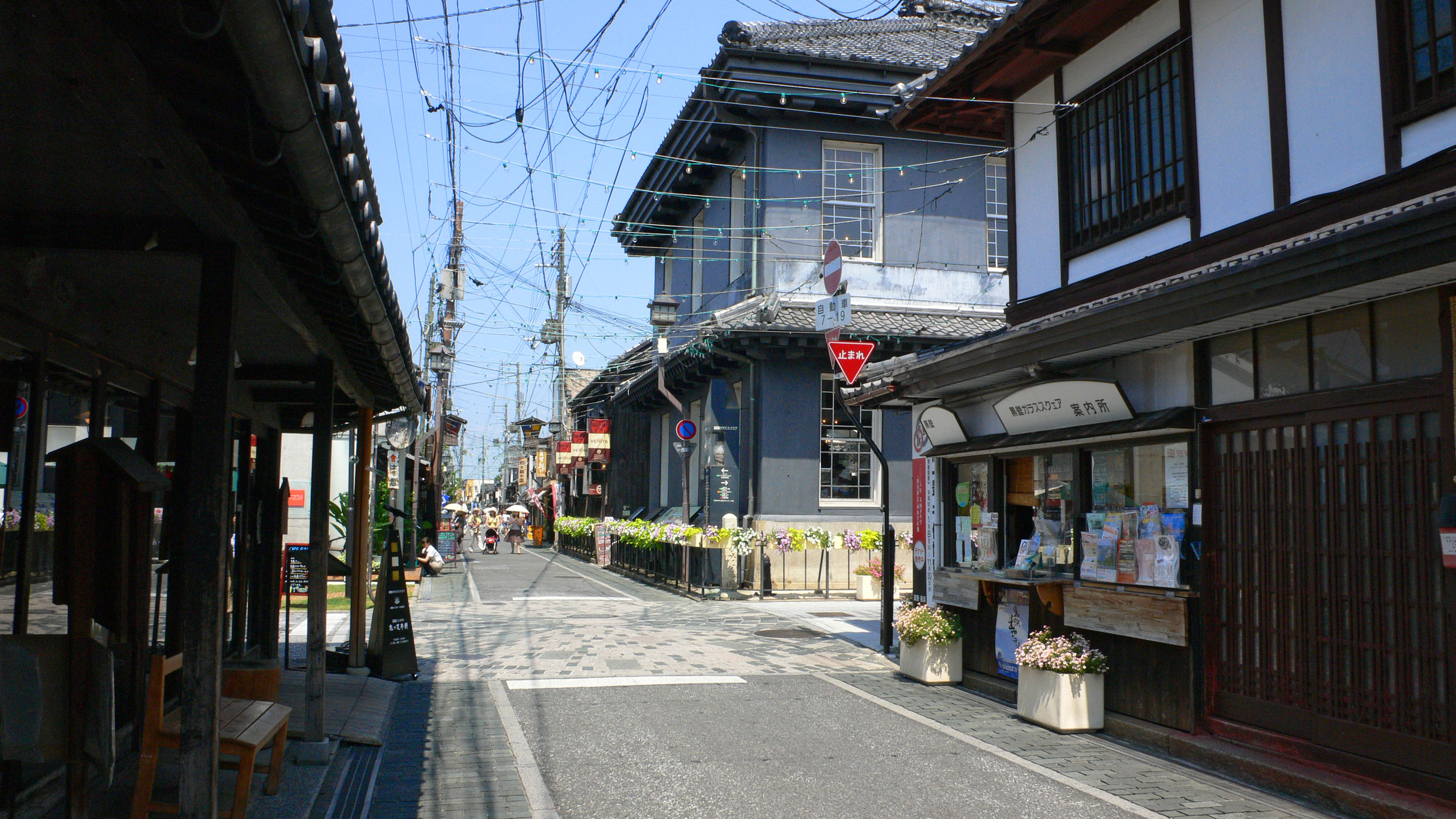
黑壁廣場

## 教育

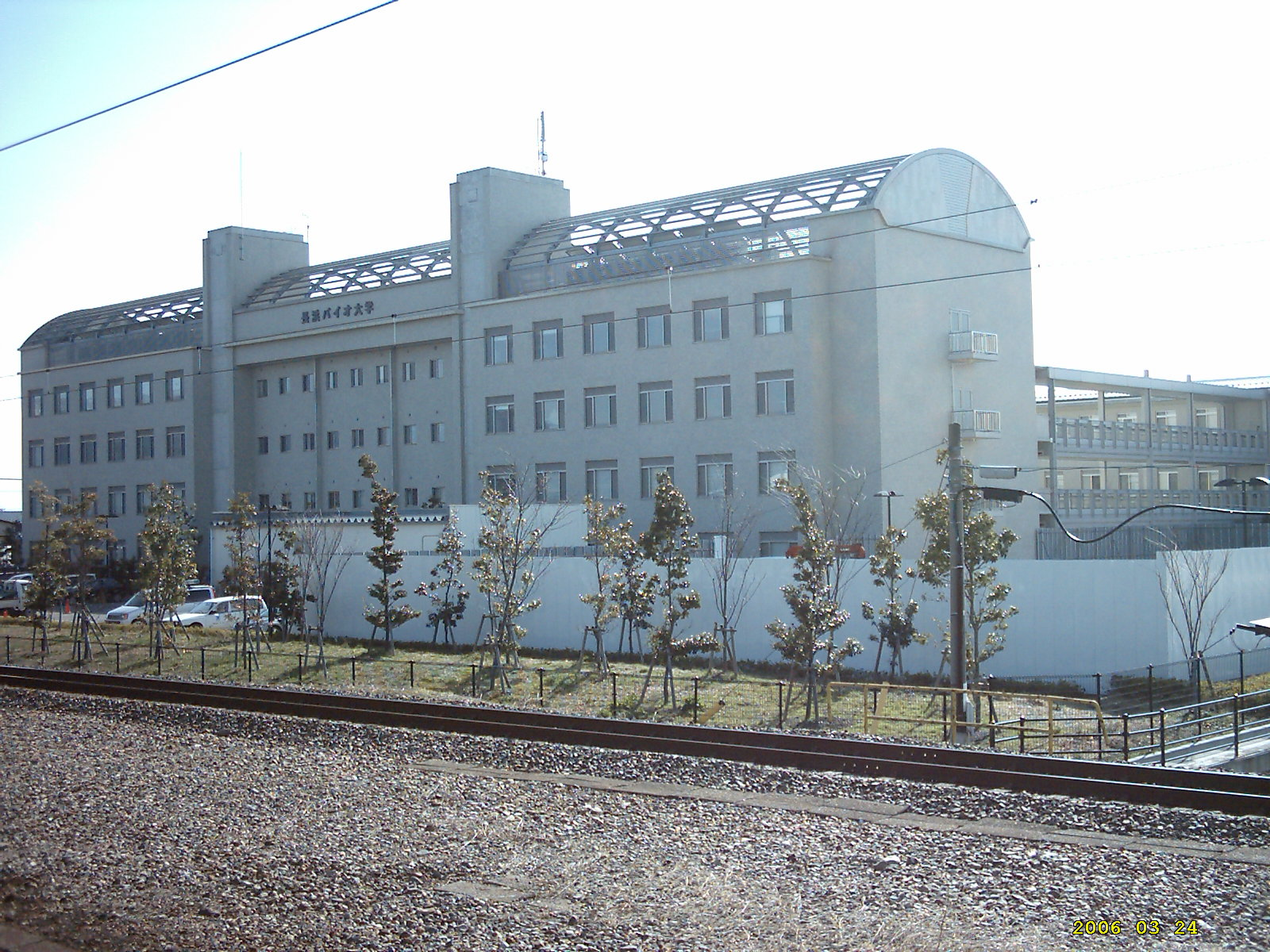
長濱生物大學校舍

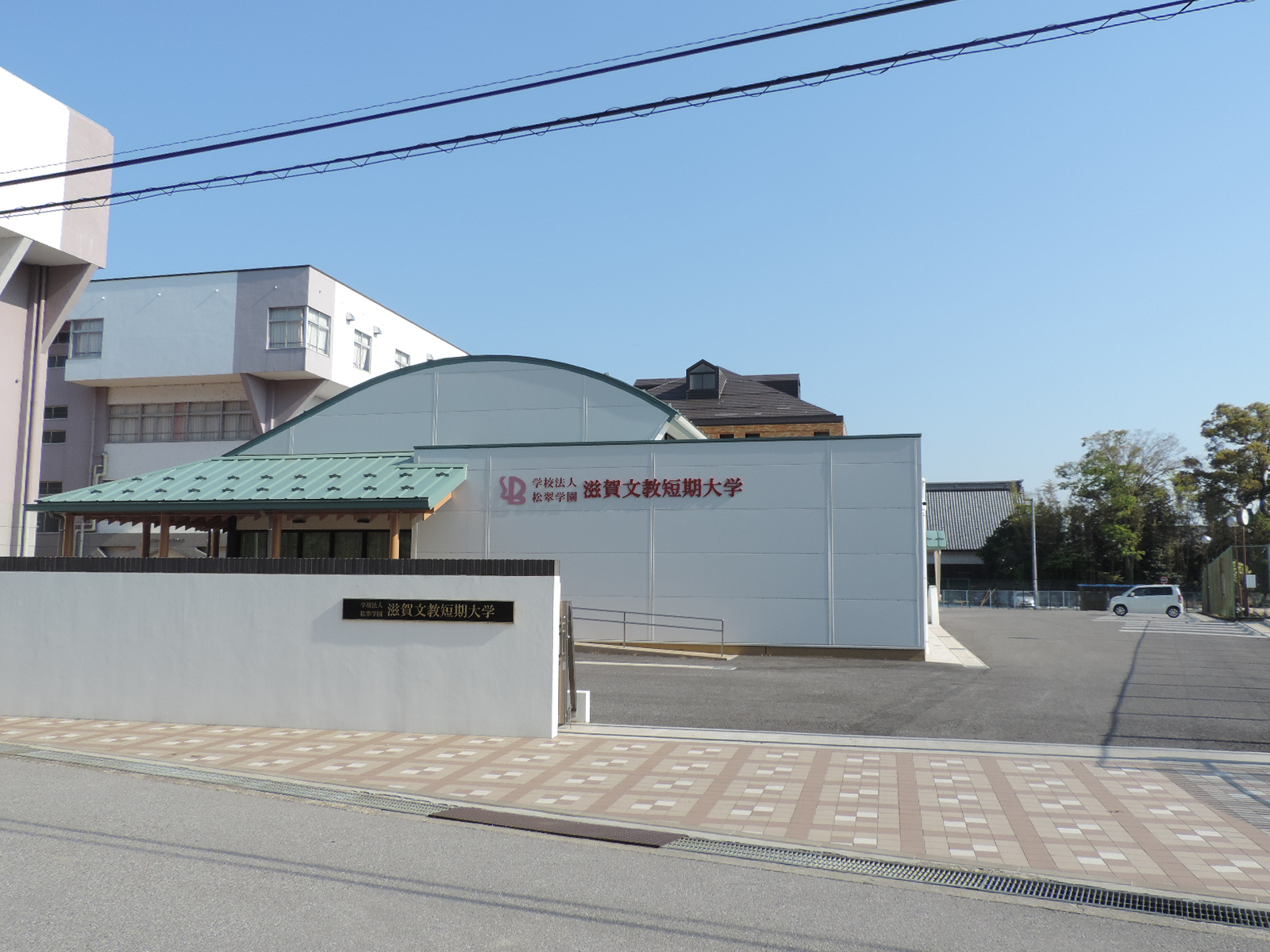
滋賀文教短期大學

長濱市內的高等教育學校有長濱生物大學及滋賀文教短期大學兩所學校，長濱生物大學是日本第一所以生物學科為主的大學，滋賀文教短期大學則以日文及兒童學科為主．

## 姊妹、友好城市

### 日本
- 西之表市（鹿兒島縣）
西之表市所在的種子島過去是日本最早習得歐洲製作火繩槍技術的地方，在16世紀後長濱的國友（日语：国友）地區也開始製作火繩槍，成為日本著名的火繩槍產地之一；1987年長濱市設立國友鐵炮之里資料館（日语：国友鉄砲の里資料館）時，以此機緣與西之表市締結為友好都市。[17]
- 龍野市（兵庫縣）
由於過去龍野藩藩主脇坂氏（日语：脇坂氏）之始祖脇坂安治出身於本地的脇坂野地區，因此過去在2001年湖北町與舊龍野市於2001年締結為姊妹都市，2005年舊龍野市合併為現在的龍野市，2010年湖北町併入長濱市後，兩地於2011年繼續締結為姊妹都市。

### 海外
- 奥格斯堡（德國巴伐利亚施瓦本行政区）
兩地於1959年締結為姊妹都市。
- 维罗纳（義大利威尼托大区維羅納省）
兩地於1992年締結為姊妹都市。

## 本地出身之名人
由於本地過去在戰國時代曾是京極氏、淺井氏統治北近江的據點，多為戰國時代知名人物都是出身於此，包括淺井長政和阿市之女淺井三姊妹（茶茶、初、江）、豐臣政權五奉行之一的石田三成、以在關原之戰中倒戈著名的小早川秀秋都是出生於本地。
20世紀初台灣日治時期於台灣開設高雄市內第一家百貨公司吉井百貨的吉井長平也是出身於此。

## 外部連結
- （日語） 長濱市政府的Facebook專頁
- （日語） YouTube上的濱～丸tb.頻道
- （日語） 長濱、米原、奧琵琶湖觀光情報站 （页面存档备份，存于）